# Marcus Petsch
Marcus „Pepe“ Petsch (* 8. Juni 1966) ist ein ehemaliger deutscher Fußballspieler.

## Karriere
Seine ersten Erfahrungen im Herrenbereich sammelte Marcus Petsch bei der zweiten Mannschaft von Union Berlin. 1986 wechselte er zur BSG Motor Babelsberg in die DDR-Liga, wo er zu regelmäßigen Einsätzen kam. 1989/90 war er bei der BSG KWO Berlin und 1990/91 bei der SG Bergmann-Borsig aktiv, jeweils in der NOFV-Liga (Name der DDR-Liga ab 1989). Nach Auflösung der DDR-Ligenstruktur blieb er zunächst bei Bergmann-Borsig und spielte bis 1993 mit dem Verein in der NOFV-Oberliga. Es folgte ein Wechsel zum BSV Brandenburg, mit dem er sich 1994 für die neugegründete drittklassige Regionalliga qualifizierte. 1995 wechselte er zum Nachfolgeverein der BSG Motor Babelsberg – den SV Babelsberg 03.
Mit den Babelsbergern erlebte er zunächst einen Durchmarsch von der Verbandsliga über die Oberliga in die Regionalliga. 2001 stieg er mit seinem Verein sogar in die 2. Bundesliga auf. Dort konnte er allerdings aufgrund eines noch zum Ende der Vorsaison erlittenen Achillessehnenanrisses kein einziges Spiel absolvieren. Nachdem man direkt wieder abgestiegen war, spielte er noch viermal in der Regionalliga für den Verein und beendete 2003 seine Karriere. Im Juni 2003 sprang er für ein Spiel als Trainer bei Babelsberg ein.
Nach dem Karriereende blieb er dem Verein treu und übt bis heute die Funktion des Betreuers bzw. Mannschaftsleiters aus.